# Monastir Airport
Monastir Airport (MIR) i Tunesien; også kaldet Monastir Habib Bourguiba International Airport.
Lufthavnen var ny for chartertrafik i starten af 1980'erne og indviet af Habib Bourguiba, men blev hurtigt for lille.
Der var mange gates, men få udgange. Der var meget lidt plads i afgangshallen, så man skulle ikke lette sig fra stolen, før den var besat.
Monastir Airport er nu erstattet af Enfidha Airport (NBE).
 Der er for få eller ingen kildehenvisninger i denne artikel, hvilket er et problem. Du kan hjælpe ved at angive troværdige kilder til de påstande, som fremføres i artiklen.

35°45′29″N 10°45′17″Ø / 35.7581°N 10.7547°Ø